# Awazan
Awazan – wieś w Armenii, w prowincji Gegharkunik. W 2011 roku liczyła 252 mieszkańców.